# I Giganti
I Giganti, precedentemente conosciuti come gli Amici e the Ghenga's Friends, sono un gruppo musicale italiano di genere beat attivo negli anni sessanta, principalmente composto dai fratelli Sergio e Mino Di Martino (basso/chitarra e voce), Enrico Maria Papes (cantante e batterista) e Checco Marsella (voce e tastiere).

## Storia del gruppo

### Le origini: gli Amici e the Ghenga's Friends
Il gruppo venne formato a Milano da Enrico Maria Papes (proveniente dal complesso di Clem Sacco) alla batteria, Mino Di Martino alla chitarra, Giannino Zinzone (proveniente da I Ribelli) al basso, Checco Marsella alle tastiere e Benvenuto Benny Pretolani al sax; nel 1959 iniziò a esibirsi nel locale Santa Tecla di Milano per accompagnare Ghigo Agosti in sostituzione della precedente formazione degli "Arrabbiati" con Gaber. Nel 1962 la band accompagnò anche il cantante Guidone, dapprima con il nome gli Amici.
Nel 1963, Giannino Zinzone fu sostituito dal fratello di Mino, Sergio Di Martino, mentre Pretolani lasciò il gruppo. Nel 1964 cambiarono il nome in the Ghenga's Friends, iniziando a collaborare con la casa discografica La Ghenga come gruppo di accompagnamento di vari cantanti che registravano per l'etichetta come An'Neris e Le Marzianine. Nello stesso anno decisero di dedicarsi a una carriera in proprio, ma Marsella restò ad accompagnare Guidone, e fu quindi sostituito prima da Paolo Avallone, poi da Ignazio Garsia, per ritornare con il gruppo solo a metà del 1965. In quell'anno erano ancora di scena al Santa Tecla con Ghigo Agosti.

### 1965-1968: I Giganti
Ispirandosi al genere musicale del momento, il beat, con influenze gospel e rock'n'roll, il gruppo esordì con la nuova denominazione con il motivo Morirai senza di lei.
Il successo arrivò nel 1966 partecipando al programma televisivo Un disco per l'estate, dove giunsero terzi con il brano Tema, che rimase primo in classifica per sette settimane e che fu inserito anche nel film musicarello di Enzo Dell'Aquila, Il ragazzo che sapeva amare.
Parteciparono poi al 14º Festival di Napoli, con "Na guagliona yè yè", in abbinamento con Aurelio Fierro & i Sanniti, e Ce vò tiempo, con Peppino Di Capri e i suoi Rockers. Grande successo di quell'anno fu anche Una ragazza in due.
L'anno dopo arrivarono terzi a Sanremo con Proposta, in abbinamento con il trio inglese the Bachelors e poi parteciparono in estate al Cantagiro con Io e il presidente, anch'essa giunta al terzo posto, ma censurata dalla RAI a causa del testo, ritenuto irrispettoso verso il Presidente della Repubblica. Sempre nel 1967, a maggio, vinsero la seconda edizione del Festival dei Complessi di Rieti. Al Festival di Sanremo 1968 cantarono in coppia con Massimo Ranieri il brano Da bambino, classificandosi al settimo posto, ma senza ottenere il successo dei brani precedenti e, pochi mesi dopo, per motivi mai chiariti, il gruppo comunicò l'intenzione di sciogliersi, fissando per il 10 settembre 1968 la fine del sodalizio, per dedicarsi alla carriera solista. Enrico Maria Papes incise alcuni 45 giri per l'etichetta di Natalino Otto, la Telerecord, tra cui la sigla del programma televisivo La filibusta. Nel 1969 invece, Francesco Marsella partecipò da solo al Festival con Il sole è tramontato.

### 1970-1976: Le reunion
Nel 1970 il gruppo venne riformato e in estate presentarono al Cantagiro il brano Voglio essere una scimmia, scritta da Vince Tempera. L'anno dopo tornarono per la terza volta a Sanremo col brano Il viso di lei, in abbinamento con Fabio Trioli, ma  senza raggiungere la finale, quindi pubblicarono il disco Terra in bocca, un concept album sulla mafia e sulla distribuzione dell'acqua gestita dalla mafia stessa, album che fu censurato a causa del suo contenuto. A seguito di questa censura il gruppo, non potendosi più esprimere e non volendo ritornare ai vecchi schemi musicali, decise di chiudere. Dei componenti, l'unico a rimanere attivo come artista fu Mino Di Martino che collaborava con il cantautore Franco Battiato. Nel 1976 Marsella e Papes ricostituirono il gruppo, con William Fumanelli e Kambiz Kaboli, ma dopo due anni di attività dal vivo anche questa formazione si scioglierà.

### Anni novanta: nuova reunion
Il gruppo si riformò ancora a tratti, una prima volta nel 1992 con Papes e Sergio Di Martino, mentre l'anno successivo i quattro componenti originali si ritrovarono per un concerto al Teatro Lirico di Milano per ricordare il produttore discografico Gianni Sassi: in quest'occasione, coadiuvati da Ellade Bandini alla batteria, Ares Tavolazzi al basso, Vince Tempera alle tastiere e Gigi Rizzi alla chitarra, il gruppo propose, per la prima volta dal vivo, l'album Terra in bocca.
Papes e Marsella ricostituirono il gruppo nel 1998 senza Sergio Di Martino, morto due anni prima, il 28 febbraio 1996, e senza suo fratello Mino, che non se la sentì di collaborare. Al loro posto furono inseriti Kambiz Kaboli al basso, e Giò De Luigi al chorus vocale.

### Anni 2000
Con diverse formule Papes e Marsella continuarono insieme fino alla fine del 2005. Nel 2006 si presentarono ancora con una nuova formazione, nella quale rimase soltanto Enrico Maria Papes (voce, percussioni) del gruppo originale, affiancato ora dal figlio Alessandro "Ally" Papes (voce e batteria, ex Contropotere), Francesco Romagna (voce, tastiere e chitarra) ed Enrico Santacatterina (voce, chitarre, basso). Nel 2009, fu ristampato l'album Terra in bocca con una bonus track, come allegato a un volume, edito dalle edizioni Il Margine, che riportava una serie di interviste ai musicisti che lavorarono al disco, oltre che allo stesso gruppo, ricostruendo le vicende storiche dell'album.
Nel 2011 I Giganti vinsero il Premio Paolo Borsellino, proprio per Terra in bocca (che festeggia i 40 anni dalla pubblicazione): per l'occasione Mino, Checco ed Enrico rieseguirono dal vivo parte dell'album in una versione acustica.

## Formazione
Formazione anni sessanta
- Enrico Maria Papes - batteria
- Giacomo Di Martino - chitarra
- Sergio Di Martino - basso
- Francesco Marsella - tastiere

## Discografia

### Album in studio
- 1966 - I Giganti (Ri-Fi, RFM LP 14801)
- 1969 - Mille idee dei Giganti (Ri-Fi, RFM LP 14034)
- 1971 - Terra in bocca - Poesia di un delitto (Ri-Fi, RDZ-ST-14207)
- 2001 - Proposta (Azzurra Music, TBP 1546)
- 2006 - Mettete dei fiori nei vostri cannoni (Azzurra Music, TBP 11355)

### Album dal vivo
- 1996 - I Giganti concerto live (DV More Record, CDDV 5953)

### Raccolte
- 1999 - Il meglio (DV More Record, CDDV 6342)
- 2000 - Tema (Azzurra Music, TBP 1508)

### Singoli
- 1964 - Una chitarra per la mia ragazza/Fortuna che... (La Ghenga, G 41100; inciso come Checco Marsella & The Ghenga's Friend)
- 1964 - African Cry/Robin Hood (La Ghenga, G 41102; inciso come The Ghenga's Friend)
- 1965 - Morirai senza di lei/Giorni di festa (Ri-Fi, RFN NP 16074)
- 1965 - Fuori dal mondo/Solo per voi (Ri-Fi, RFN NP 16100)
- 1965 - Una ragazza in due/Lezione di ritmo (Ri-Fi, RFN NP 16121)
- 1966 - Tema/Ora siamo qui (Ri-Fi, RFN NP 16133; allegato in omaggio alla rivista Bella)
- 1966 - Tema/La bomba atomica (Ri-Fi, RFN NP 16144)
- 1966 - La bomba atomica/Son così (Ri-Fi, RFN NP 16154; 45 giri juke-box)
- 1966 - Ora siamo qui/Son così (Ri-Fi, RFN NP 16159)
- 1966 - Ce vo' tiempo/Na guagliona yè yè (Ri-Fi, RFN NP 16168)
- 1966 - E lei ti aspetterà/Piri Piri Ua (Ri-Fi, RFN NP 16170)
- 1966 - Nessuno mi può giudicare/Lasciati baciare col letkiss (POP 300002; I Giganti cantano sul lato B; la canzone sul lato A è cantata da Fabrizio Ferretti).
- 1967 - Proposta/La tomba dell'amore (Ri-Fi, RFN NP 16181)
- 1967 - Io e il presidente/In paese è festa (Ri-Fi, RFN NP 16216)
- 1968 - Da bambino/Tabù (Ri-Fi, RFN NP 16243)
- 1968 - Summertime/Un uomo va (Ri-Fi, RFN NP 16275)
- 1968 - Una storia d'amore/Sixteen Tons (Ri-Fi, RFN NP 16288)
- 1969 - Solo per voi/Summertime (Ri-Fi, Disco Strip 92001/3; pubblicato senza copertina)
- 1970 - Charlot/Voglio essere una scimmia (Miura, PON NP 40106)
- 1970 - Corri uomo corri/Mia cara ti odio/Tutta tutta (Miura, PON NP 40116)
- 1971 - Il viso di lei/Gioventù, amore e rabbia (Miura, PON NP 40117)
- 1971 - Lungo e disteso/Pieno di sole (Ri-Fi, RFN NP 16460)
- 1972 - Sono nel sogno verde di un vegetale/Sul suo letto di morte (Ri-Fi, RFN NP 16487)

### Apparizioni
- 2003 - Beat and Pop (On Sale Music, 52-OSM-065; contiene Il cane e la stella, registrazione inedita del 1972)